# Pascale Paradis
Pascale Paradis (Troyes, 24 april 1966) is een tennisspeelster uit Frankrijk.

## Loopbaan
In 1982 stond Paradis in de junioren-enkelspelfinale van het Australian Open, en in 1983 won Paradis als junior de enkelspeltitel van het juniorentoernooi van zowel Roland Garros als Wimbledon.
In 1984 bereikte zij voor het eerst een WTA-finale, op het toernooi van Pittsburgh – zij verloor de eindstrijd van de Amerikaanse Andrea Leand. Meteen de volgende week bereikte zij opnieuw de finale, op het toernooi van Indianapolis – nu moest zij het afleggen tegen de Amerikaanse JoAnne Russell.
Op het demonstratietoernooi van de Olympische Zomerspelen van 1984 in Los Angeles kwam zij tot de derde ronde, waarin zij verloor van de latere winnares Steffi Graf.
In het dubbelspel won Paradis twee WTA-titels: een in 1986 in Oklahoma samen met de Nederlandse Marcella Mesker, en de andere in 1987 in Zürich samen met landgenote Nathalie Herreman.
Paradis speelde in 1985, 1986 en 1993 in totaal 5 partijen voor Frankrijk op de Fed Cup.
Haar beste resultaat op de grandslamtoernooien is het bereiken van de kwartfinale, zowel in het enkelspel als in het vrouwendubbelspel. Haar hoogste notering op de WTA-ranglijst is de 20e plaats in het enkelspel, die zij bereikte in november 1988.

## Posities op deWTA-ranglijst
Positie per einde seizoen:
| jaar | rang enkelspel | rang dubbelspel |
| ---- | -------------- | --------------- |
| 1983 | 84             | –               |
| 1984 | 28             | –               |
| 1985 | 46             | –               |
| 1986 | 125            | 50              |
| 1987 | 103            | 76              |
| 1988 | 20             | 76              |
| 1989 | 120            | 558             |
| 1990 | 168            | 87              |
| 1991 | 74             | 112             |
| 1992 | 42             | 102             |
| 1993 | 61             | 107             |

## Palmares
| Legenda                |
| ---------------------- |
| Grandslamtoernooi      |
| Olympische Spelen      |
| Year-End Championships |
| Tier I                 |
| Tier II                |
| Tier III               |
| Tier IV & V            |

### WTA-finaleplaatsen enkelspel
| nr.              | finale     | toernooi         | ondergrond | tegenstandster    | score         |
| ---------------- | ---------- | ---------------- | ---------- | ----------------- | ------------- |
| gewonnen finales |            |                  |            |                   |               |
| geen             |            |                  |            |                   |               |
| verloren finales |            |                  |            |                   |               |
| 1.               | 1984-01-30 | WTA Pittsburgh   | tapijt (i) | Andrea Leand      | 6-0, 2-6, 4-6 |
| 2.               | 1984-02-05 | WTA Indianapolis | tapijt (i) | JoAnne Russell    | 6-7, 2-6      |
| 3.               | 1992-02-16 | WTA Linz         | tapijt (i) | Natalia Medvedeva | 4-6, 2-6      |

### WTA-finaleplaatsen vrouwendubbelspel
| nr.              | finale     | toernooi      | ondergrond | partner           | tegenstandsters                      | score         |
| ---------------- | ---------- | ------------- | ---------- | ----------------- | ------------------------------------ | ------------- |
| gewonnen finales |            |               |            |                   |                                      |               |
| 1.               | 1986-03-02 | WTA Oklahoma  | tapijt (i) | Marcella Mesker   | Lori McNeil Catherine Suire          | 2-6, 7-6, 6-1 |
| 2.               | 1987-11-01 | WTA Zürich    | tapijt (i) | Nathalie Herreman | Jana Novotná Catherine Suire         | 6-3, 2-6, 6-3 |
| verloren finales |            |               |            |                   |                                      |               |
| 1.               | 1985-03-17 | WTA Dallas    | tapijt (i) | Marcella Mesker   | Barbara Potter Sharon Walsh          | 7-5, 4-6, 6-7 |
| 2.               | 1985-08-11 | WTA Toronto   | hardcourt  | Marcella Mesker   | Gigi Fernández Martina Navrátilová   | 4-6, 0-6      |
| 3.               | 1990-04-28 | WTA Singapore | hardcourt  | Catherine Suire   | Jo Durie Jill Hetherington           | 4-6, 1-6      |
| 4.               | 1992-04-19 | WTA Pattaya   | hardcourt  | Sandrine Testud   | Isabelle Demongeot Natalia Medvedeva | 1-6, 1-6      |

## Resultaten grandslamtoernooien
| Legenda | Legenda                          |
| ------- | -------------------------------- |
| g.t.    | geen toernooi gehouden           |
| l.c.    | lagere categorie                 |
| –       | niet deelgenomen                 |
| G       | uitgeschakeld in de groepsfase   |
| 1R      | uitgeschakeld in de eerste ronde |
| 2R      | uitgeschakeld in de tweede ronde |
| 3R      | uitgeschakeld in de derde ronde  |
| 4R      | uitgeschakeld in de vierde ronde |
| KF      | uitgeschakeld in de kwartfinale  |
| HF      | uitgeschakeld in de halve finale |
| F       | de finale verloren               |
| W       | het toernooi gewonnen            |
| w-v     | winst/verlies-balans             |

### Enkelspel
| toernooi        | 1982 | 1983 | 1984 | 1985 | 1986 | 1987 | 1988 | 1989 | 1990 | 1991 | 1992 | 1993 |
| --------------- | ---- | ---- | ---- | ---- | ---- | ---- | ---- | ---- | ---- | ---- | ---- | ---- |
| Australian Open | –    | 2R   | 3R   | 1R   | g.t. | –    | 1R   | –    | 1R   | –    | –    | –    |
| Roland Garros   | 1R   | 1R   | 1R   | 2R   | 1R   | –    | 1R   | –    | 1R   | 1R   | 1R   | 3R   |
| Wimbledon       | –    | –    | 1R   | 4R   | 1R   | 1R   | KF   | 1R   | –    | 2R   | 1R   | 3R   |
| US Open         | –    | 4R   | 2R   | 1R   | 2R   | 1R   | –    | 1R   | –    | 1R   | 2R   | 1R   |

### Vrouwendubbelspel
| toernooi        | 1982 | 1983 | 1984 | 1985 | 1986 | 1987 | 1988 |    | 1990 | 1991 | 1992 | 1993 |
| --------------- | ---- | ---- | ---- | ---- | ---- | ---- | ---- | -- | ---- | ---- | ---- | ---- |
| Australian Open | –    | 1R   | 2R   | KF   | g.t. | –    | 1R   | –  | –    | –    | –    |      |
| Roland Garros   | 2R   | 1R   | –    | KF   | 3R   | –    | KF   | 2R | –    | 1R   | 1R   |      |
| Wimbledon       | –    | –    | –    | 3R   | –    | 1R   | 1R   | 2R | 2R   | 1R   | 1R   |      |
| US Open         | –    | 2R   | 1R   | 3R   | 2R   | –    | –    | 1R | 2R   | 2R   | 1R   |      |

### Gemengd dubbelspel
| Australian Open | g.t. | g.t. | –  |
| Roland Garros   | 1R   | 1R   | –  |
| Wimbledon       | –    | –    | 1R |
| US Open         | –    | –    | –  |